# 艾本貝格山
47°47′16″N 13°49′28″E / 47.7878287°N 13.8243873°E

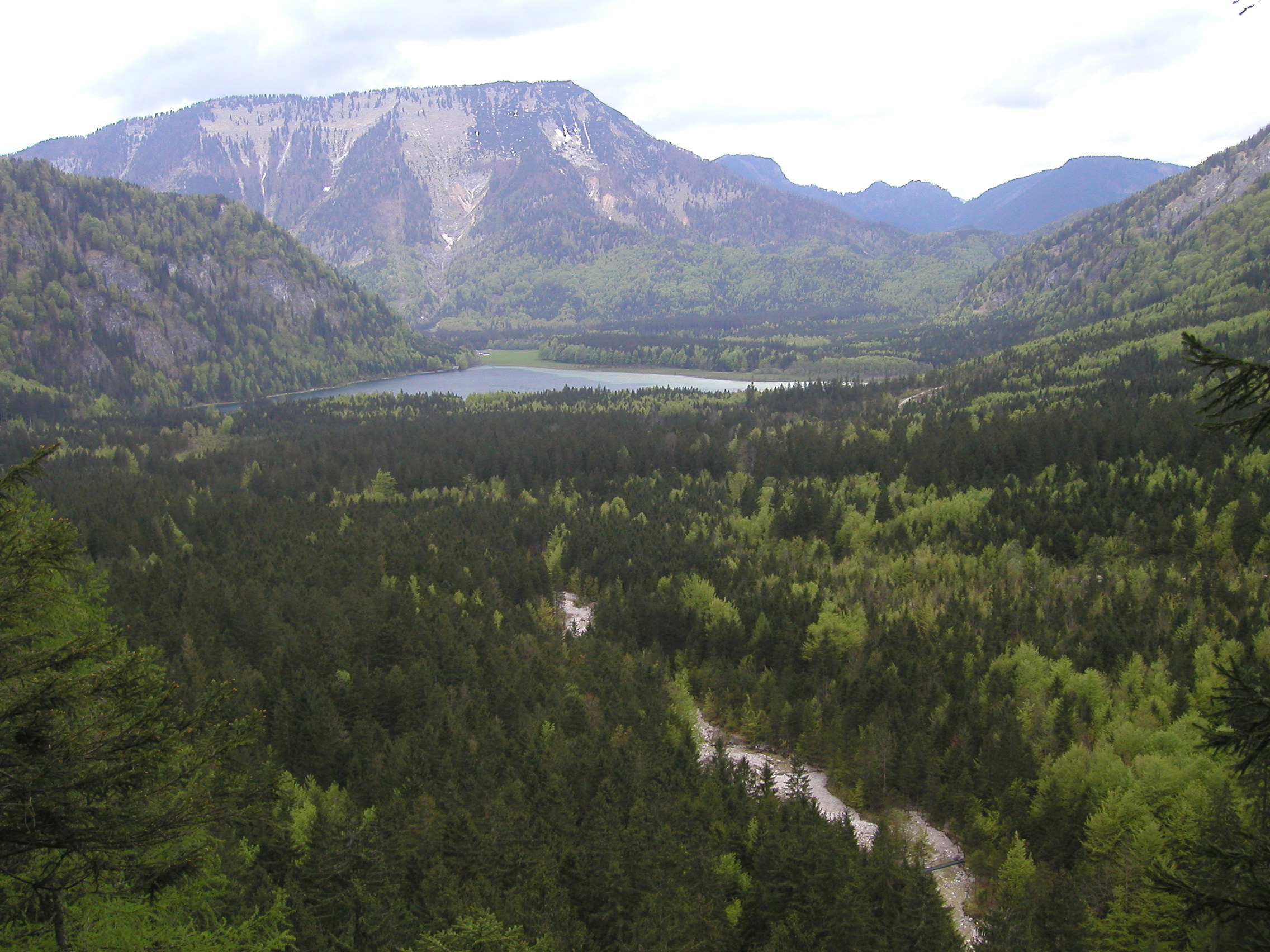

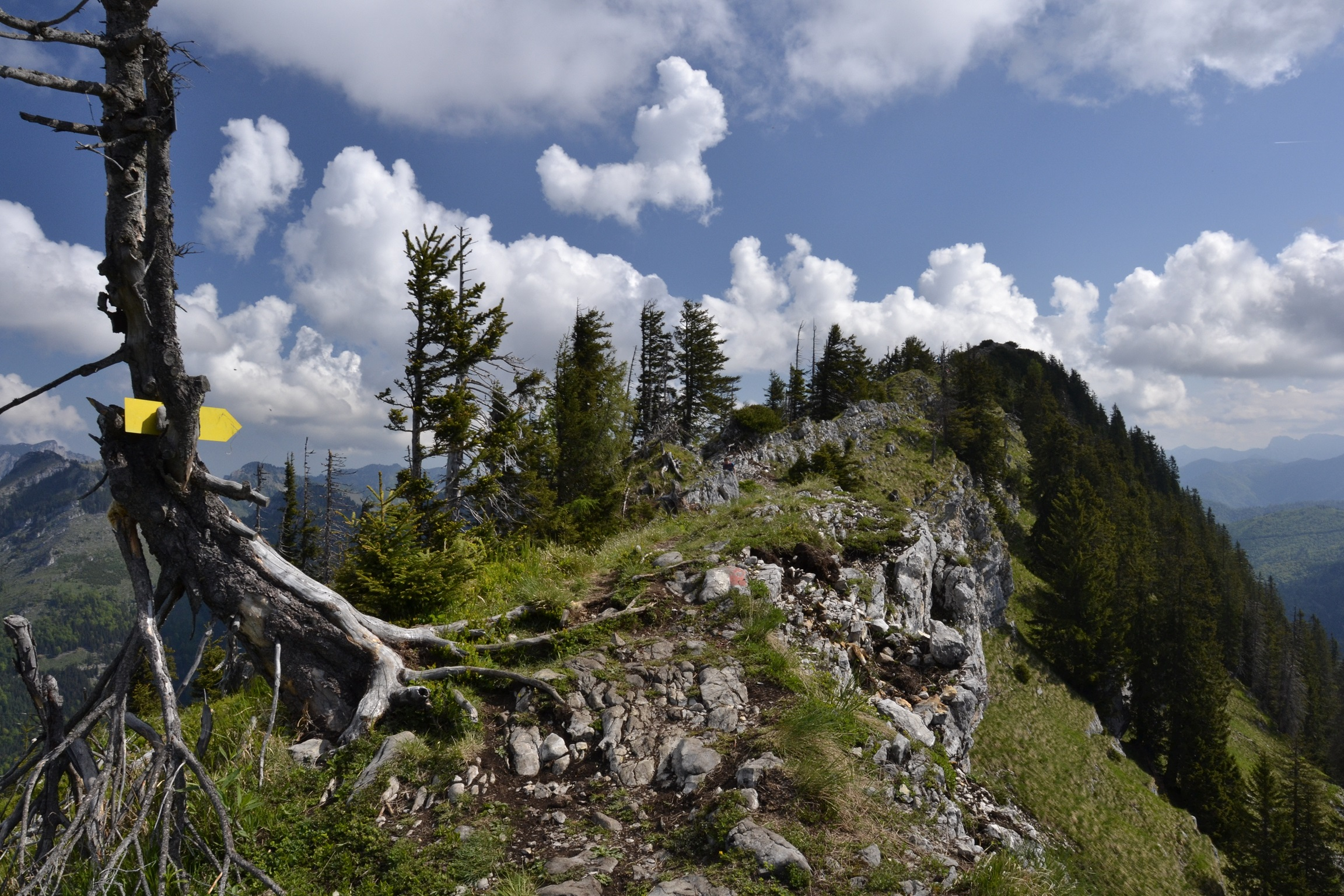

艾本貝格山（德語：Eibenberg），是奧地利的山峰，位於該國北部，由上奧地利州負責管轄，屬於上奧地利前阿爾卑斯山脈的一部分，海拔高度1,598米，每年平均降雨量1,801毫米。